# Sands China
Sands China Ltd, kinesiska: 金沙中国有限公司, är ett kinesiskt företag inom gästgiveri och hasardspel. De har sina verksamheter i Macao.
Företaget är det dotterbolag till det amerikanska kasinoföretaget Las Vegas Sands. Sands China har sitt huvudkontor i kasinot The Venetian Macao i Cotai medan själva företaget är registrerad i George Town på Caymanöarna.

## Historik
Företaget grundades den 15 juli 2009 av den amerikanske kasinomagnaten Sheldon Adelson i syfte att driva Las Vegas Sands tillgångar i Macao.

## Tillgångar

### Hotell/kasinon
Källa: 
|  | Namn                                 | Ort                | Invigd | Antal hotellrum | Spelyta (m2) |
|  | ------------------------------------ | ------------------ | ------ | --------------- | ------------ |
|  | Conrad Macao                         | Cotai, Macao, Kina | 2012   | 659             | —            |
|  | Four Seasons Hotel Macao Cotai Strip | Cotai, Macao, Kina | 2008   | 360             | —            |
|  | Londoner Court                       | Cotai, Macao, Kina | 2021   | 368             | —            |
|  | The Londoner Macao                   | Cotai, Macao, Kina | 2021   | [ a ]           | 37 161       |
|  | The Londoner Macao Hotel             | Cotai, Macao, Kina | 2021   | 594             | —            |
|  | The Parisian Macao                   | Cotai, Macao, Kina | 2015   | 2 541           | 25 270       |
|  | The Plaza Macao                      | Cotai, Macao, Kina | 2008   | [ b ]           | 10 034       |
|  | Sands Macao                          | Sé, Macao, Kina    | 2004   | 289             | 16 351       |
|  | Sheraton Grand Macao Hotel           | Cotai, Macao, Kina | 2012   | 3 968           | —            |
|  | The St. Regis Macao                  | Cotai, Macao, Kina | 2015   | 400             | —            |
|  | The Venetian Macao                   | Cotai, Macao, Kina | 2007   | 2 905           | 46 730       |
|  |                                      |                    |        | 12 084          | 135 546      |

#### Övriga
|  | Namn           | Ort                | Invigd | Typ           |
|  | -------------- | ------------------ | ------ | ------------- |
|  | Cotai Arena    | Cotai, Macao, Kina | 2007   | Inomhusarena. |
|  | Londoner Arena | Cotai, Macao, Kina | 2023   | Inomhusarena. |